# J'aime regarder les filles (chanson)
Pour les articles homonymes, voir J'aime regarder les filles.
J'aime... regarder les filles (ou J'aime regarder les filles) est une chanson de Patrick Coutin, sortie en 1981 en single et sur son premier album, intitulé Coutin (ou J'aime regarder les filles),,.

## Développement et composition
Écrite et composée par Patrick Coutin, la chanson est enregistrée durant l'été dans les studios du château d’Hérouville. Elle devient le premier tube de la radio FM en 1981.

## Liste des pistes
Single 7" 45 tours Epic EPC 9473 (1981)
A. J'aime... regarder les filles (5:01)
B. Lady Mandrax (2:50)

## Classements
| Classement (1999)                          | Meilleure position |
| ------------------------------------------ | ------------------ |
| France (SNEP)                              | 37                 |
| Belgique (Wallonie Ultratip 50)            | 15                 |
| Classement (2013)                          | Meilleure position |
| Belgique (Wallonie Back Catalogue Singles) | 15                 |

## Reprises
Le titre a été repris par Astonvilla (en 1999), Rachida Brakni (en 2009 sous le titre J'aime regarder les mecs), Les Chics Types (en 2011), Mustang (en 2012), Vitor Hublot (en 2012), Liane Foly (en 2016) et Pagadixx (en 2018).
Juste Filip en a fait une parodie sous le titre J'aime regarder les vaches, en 2016, sur son album Meuh Meuh Tomme 1.

## Dans la culture
Sauf indication contraire, les informations mentionnées dans cette section peuvent être confirmées par le générique de fin de l'œuvre audiovisuelle présentée ici, ainsi que par la base de données cinématographiques IMDb,  présente dans la section « Liens externes ».
- 2011 : film J'aime regarder les filles de Frédéric Louf - musique additionnelle
- 2016 : film Belgica de Felix Van Groeningen - musique additionnelle